# Aselin Debison
Aselin Debison (* 27. Juni 1990 in Glace Bay, Nova Scotia) ist eine kanadische Pop- und Folklore-Sängerin.
Als Tochter einer Friseurin und eines Landschaftsgärtners wurde sie in Glace Bay, Nova Scotia, geboren. Ihr Name stammt von Aslan, dem Löwen in C. S. Lewis Die Chroniken von Narnia. Ihre Gesangskarriere begann 1999, als sie gebeten wurde, bei einer Demonstration von Bergleuten in ihrer Heimatstadt zu singen. Bald darauf begann sie an ihrem Weihnachtsalbum The Littlest Angel zu arbeiten, das 2001 veröffentlicht wurde. 2002 wurde sie von Peter Gelb, dem Präsidenten von Sony Classical, bei den East Coast Music Awards entdeckt. Ihr Debütalbum Sweet is the Melody erschien im selben Jahr.
2003 wurde Aselin ausgewählt für Königin Elisabeth II. in der Roy Thomson Hall in Toronto, Ontario zu singen. Die Queen besuchte Kanada wegen ihrer Jubiläumsfeier.
Aselin sang mit Bruce Guthro während des CBC-Specials "Aselin Debison: Sweet is the Melody". Sie zeigte eine Auswahl von Stücken ihrer Debüt-CD und außerdem klassische Lieder von der Kap-Breton-Insel. Darunter war auch die Insel-Hymne. Während der "Sweet Is The Melody"-Tour hatte sie auch Auftritte in New York und Tokio.
Aselins Cover des Medleys Somewhere over the Rainbow / What a Wonderful World von Israel Kamakawiwoʻole wurde sehr bekannt in Korea und Japan. Dank der Einbindung in Soft-Pop-Sampler wie zum Beispiel Crossover Romance von Sony Music Korea/Splash Music im Jahr 2003 wurde das Lied ein wichtiges Element der ambienten Musik in vielen Teilen Ostasiens. Verschiedene andere Stücke von Sweet Is The Melody waren eingebunden in koreanische und japanische Sampler.
Im März 2005 kam Aselin mit ihrem Album Bigger Than Me zurück. Die Singles Life und Faze waren sehr populär im Soft-Rock-/Pop-Radio. Diesmal schrieb sie ihre Songs mit Hilfe von Dave Thomson (Mitbegründer der Teenie-Pop-Band Wave) und Thomas Salter.